# Krangkeng (plaats)
Krangkeng is een bestuurslaag in het regentschap Indramayu van de provincie West-Java, Indonesië. Krangkeng telt 6922 inwoners (volkstelling 2010).